# Ліга Параенсе
Ліга Параенсе (порт.-браз. Campeonato Paraense de Futebol), також називається Паразан (Parazão) — чемпіонат штату Пара з футболу, в якому беруть участь всі найсильніші клуби штату. Проводиться під егідою Федерації футболу штату Пара (також відома як Федерація футболу Параенсе).

## Етимологія
Параенсе — це прикметник, утворений від назви штату Пара, а також назва жителів регіону. Альтернативна назва турніру, Паразан — це  збільшувально-підсилююча форма слова Пара.

## Історія
Ліга Параенсе з'явилася в числі найперших регіональних футбольних чемпіонатів Бразилії. Лише три чемпіонати (Пауліста — 1902, Баїяно — 1905 і Каріока — 1906) з'явилися раніше. У 1906 році відбувся аматорський турнір, що визнається як офіційний чемпіонат штату, а першим чемпіоном у 1908 році став клуб «Уніон Спортіва» (Sociedade Athlética União Sportiva). У перші роки турнір був нерегулярним і іноді зовсім не проводився.
В 1913 році вперше став чемпіоном «Ремо», а в 1920 році — «Пайсанду». На рахунку цих двох команд більше 90 чемпіонських титулів. Третім за кількістю титулів клубом є «Туна-Лузо», яка з 1937 по 1988 рік виграла 10 чемпіонатів штату. Майже всі чемпіонати виграли команди зі столиці штату — Блекота, але в 2011 і 2012 роках чемпіонами стали «Індепенденте» з Тукуруї і «Камета» з однойменного міста відповідно. Тобто перший чемпіонський титул команда з інтеріора (глибинки) зуміла завоювати через 103 роки після утворення Ліги Параенсе.
Проведенням чемпіонату спочатку займалася Liga Paraense de Futebol («Футбольна ліга Параенсе»), утворена 19 серпня 1908 року. Їй на зміну в 1917 році прийшла Liga Paraense de Desportos Terrestre («Ліга Параенсе наземних видів спорту»). 9 травня 1941 року була утворена Federação Paraense Desportiva (FPD) («Спортивна федерація Параенсе»). Нарешті, 1 липня 1970 року футбольний чемпіонат перейшов у відання Федерації футболу штату Пара (Federação Paraense de Futebol).

## Формат
У 2018 році в Лізі Параенсе був наступний формат. На першому етапі 10 команд розбиваються на дві групи і проводять матчі (вдома і в гостях) проти п'яти команд іншої групи (очки ж зараховуються в свою групу). На другому етапі по дві кращі команди з груп грають в плей-оф (починаючи з півфіналу) за чемпіонський титул. Всі стадії граються в два матчі (вдома і в гостях), у тому числі протистояння за третє місце.
Згідно з рейтингом КБФ, чемпіонат штату Пара в 2018 році займає 11-е місце за силою у Бразилії.

## Чемпіони
| - 1906 — не закінчився - 1907 — не проводився - 1908 — Уніон Спортіва - 1909 — не проводився - 1910 — Уніон Спортіва - 1911 — не проводився - 1912 — не проводився - 1913 — Групо Ремо - 1914 — Групо Ремо - 1915 — Клуб Ремо - 1916 — Клуб Ремо - 1917 — Клуб Ремо - 1918 — Клуб Ремо - 1919 — Клуб Ремо - 1920 — Пайсанду - 1921 — Пайсанду - 1922 — Пайсанду - 1923 — Пайсанду - 1924 — Клуб Ремо - 1925 — Клуб Ремо - 1926 — Клуб Ремо - 1927 — Пайсанду - 1928 — Пайсанду - 1929 — Пайсанду - 1930 — Клуб Ремо - 1931 — Пайсанду - 1932 — Пайсанду - 1933 — Клуб Ремо - 1934 — Пайсанду - 1935 — не проводився - 1936 — Клуб Ремо - 1937 — Туна-Лузо - 1938 — Туна-Лузо - 1939 — Пайсанду - 1940 — Клуб Ремо - 1941 — Туна-Лузо - 1942 — Пайсанду - 1943 — Пайсанду | - 1944 — Пайсанду - 1945 — Пайсанду - 1946 — не проводився - 1947 — Пайсанду - 1948 — Туна-Лузо - 1949 — Клуб Ремо - 1950 — Клуб Ремо - 1951 — Туна-Лузо - 1952 — Клуб Ремо - 1953 — Клуб Ремо - 1954 — Клуб Ремо - 1955 — Туна-Лузо - 1956 — Пайсанду - 1957 — Пайсанду - 1958 — Туна-Лузо - 1959 — Пайсанду - 1960 — Клуб Ремо - 1961 — Пайсанду - 1962 — Пайсанду - 1963 — Пайсанду - 1964 — Клуб Ремо - 1965 — Пайсанду - 1966 — Пайсанду - 1967 — Пайсанду - 1968 — Клуб Ремо - 1969 — Пайсанду - 1970 — Туна-Лузо - 1971 — Пайсанду - 1972 — Пайсанду - 1973 — Клуб Ремо - 1974 — Клуб Ремо - 1975 — Клуб Ремо - 1976 — Пайсанду - 1977 — Клуб Ремо - 1978 — Клуб Ремо - 1979 — Клуб Ремо - 1980 — Пайсанду - 1981 — Пайсанду | - 1982 — Пайсанду - 1983 — Туна-Лузо - 1984 — Пайсанду - 1985 — Пайсанду - 1986 — Клуб Ремо - 1987 — Пайсанду - 1988 — Туна-Лузо - 1989 — Клуб Ремо - 1990 — Клуб Ремо - 1991 — Клуб Ремо - 1992 — Пайсанду - 1993 — Клуб Ремо - 1994 — Клуб Ремо - 1995 — Клуб Ремо - 1996 — Клуб Ремо - 1997 — Клуб Ремо - 1998 — Пайсанду - 1999 — Клуб Ремо - 2000 — Пайсанду - 2001 — Пайсанду - 2002 — Пайсанду - 2003 — Клуб Ремо - 2004 — Клуб Ремо - 2005 — Пайсанду - 2006 — Пайсанду - 2007 — Клуб Ремо - 2008 — Клуб Ремо - 2009 — Пайсанду - 2010 — Пайсанду - 2011 — Індепенденте (Тукуруї) - 2012 — Камета́ - 2013 — Пайсанду - 2014 — Клуб Ремо - 2015 — Клуб Ремо - 2016 — Пайсанду - 2017 — Пайсанду - 2018 — Клуб Ремо |

## Досягнення клубів
1. Пайсанду (Белен) — 47
2. Клуб Ремо (Белен) — 45
3. Туна-Лузо Бразілейра (Белен) — 10
4. Уніон Спортіва (Белен) — 2
5. Індепенденте (Тукуруї) — 1
6. Камета (Камета) — 1